# 도매종합센터
도매종합센터(都賣綜合 center)는 소매점 등 상품을 사러 오는 사람에게 편의를 제공하기 위해 각종 도매점을 한 곳에 모으고 거기에서 대부분의 사입을 마칠 수 있도록 한 시설을 말한다. 현재 의료품, 식료품, 잡화 등의 도매종합센터가 많이 존재하고 있다.

## 같이 보기
- 도매 시장